# Camping en délire
Camping en délire est le premier album de la série de bande dessinée Les Simpson, sorti le 11 mars 2008, par les éditions Jungle. Il contient deux histoires : Le Juge Marge et Crise de croissance.

## Résumé des histoires

### Le Juge Marge
Marge devient juge dans une émission de TV qui condamne les participants. Pendant ce temps, Lisa a besoin de lunettes. Elle découvre le monocle de son grand-père qui lui permet d'imposer le respect et la peur sur les habitants de Springfield...

### Crise de croissance
Homer donne à Bart une de ses vieilles BD de The Z-Men. Dans cette BD, Bart découvre une affiche permettant de gagner une arbalète en commandant des caisses de graines. N'ayant aucune idée de quoi faire de ces graines, Bart tente de les vendre pour rapporter de l'argent afin de payer ses dettes, en vain. Abraham a donc eu l'idée d'organiser une kermesse de campagne...